# Zagródź
Zagródź – część miasta Wiskitki, położonego w Polsce, w województwie mazowieckim, powiecie żyrardowskim, gminie Wiskitki. Zagródź znajduje się we wschodniej części miasta, wzdłuż ulicy Zagródź, nad Pisią Gągoliną. Dawniej przez część miasta przebiegała droga krajowa nr 50, do czasu oddania do użytku obwodnicy Żyrardowa. 
Znajduje się tutaj stadion piłkarski KS Pogoń Wiskitki. 
Do dnia 1 stycznia 2021 roku Zagródź był częścią wsi Wiskitki. W latach 1975–1998 miejscowość administracyjnie należała do województwa skierniewickiego. 